# مقام عكرمة بن أبي جهل
مقام الصّحابي عكرمة بن أبي جهل، ويقع في محافظة عجلون في الأردن، وهو عبارة عن كومة من الحجارة والأتربة حيث كان يشير إليه سكان المنطقة قديمًا بأنه مقام الصَّحابيّ عكرمة بن أبي جهل، ويُرجح كونه «مقامًا» وليس «ضريحًا»، وأنّه لم يُدفن في هذا المكان، بل ربّما يكون قد أقام به أو مرّ منه.

## وصف المقام
يقع المقام في بلدة الوهادنة في محافظة عجلون بالقرب من مثلث دير الصمادية على ربوة مرتفعة، وبالقرب منه ومن جهة الشرق شجرة ملول معمّرة جفّت معروفة باسم «شجرة عكرمة»، حيث يوجد سور خارجي مبني من الحجارة والإسمنت وله مدخل من جهة الشمال وهو عبارة عن سور بشكل مستطيل. وفي داخل السور يوجد سور آخر في جهته الغربية بشكل مستطيل، وهو مبني بنفس طريقة بناء السور الخارجي، وله مدخل في وسط السور من الجهة الشرقية نُصبت أمامه لوحة من الرخام الأبيض محفور عليها: «بسم الله الرحمن الرحيم مقام الصحابي الجليل عكرمة بن أبي جهل رضي الله عنة من شهداء معركة اليرموك»، باللغتين العربية والإنجليزية. ولا يجد ما يدل على أثر للمقام في هذا الموقع إلا هاذين السورين وهذه اللوحة التي كتب عليها اسم هذا المقام.